# Municipio de Castanea
El municipio de Castanea (en inglés: Castanea Township) es un municipio ubicado en el condado de Clinton en el estado estadounidense de Pensilvania. En el año 2000 tenía una población de 1.233 habitantes y una densidad poblacional de 85.5 personas por km².

## Geografía
El municipio de Castanea se encuentra ubicado en las coordenadas 41°07′27″N 77°25′53″O / 41.12417, -77.43139.

## Demografía
Según la Oficina del Censo en 2000 los ingresos medios por hogar en la localidad eran de $33,657 y los ingresos medios por familia eran de $36,250. Los hombres tenían unos ingresos medios de $29,018 frente a los $20,721 para las mujeres. La renta per cápita de la localidad era de $15,448. Alrededor del 8,8% de la población estaba por debajo del umbral de pobreza.